# Rue du Four-Basset
La rue du Four Basset ou rue du Four Bosset est une ancienne rue de Paris, disparue au XVIIIe siècle. Elle était située quartier de la Cité, sur l'île de la Cité, dans l'actuel 4e arrondissement.

## Origine du nom
Ce nom vient soit d'un four bâti en cet endroit, soit d'une grande maison nommée « la Cour-Basset ».

## Situation
Cette rue était un étroit passage qui reliait la rue de la Juiverie à la rue aux Fèves.

## Historique
Elle est citée dans Le Dit des rues de Paris, de Guillot de Paris, sous la forme « rue de la Petite-Orberie ».
On trouve cette rue dans un rôle des taxes de 1313, où il est indiqué « rue du Four-Basset ». Dans un censier de Saint-Éloi, datant de 1367, on trouve ce lieu sous le nom de « Cour-Basset » qui pourrait être le nom d'une grande maison, on la trouve également sous les noms de « rue de l'Orberie » et « rue des Herbiers ».
La rue est supprimée en 1730.